# ぼくの鈴ちゃん
『ぼくの鈴ちゃん』（ぼくのれいちゃん）は、たかなし♥しずえによる日本の漫画作品、およびそれを表題作とした漫画短編集。
『なかよし』（講談社）1977年2月号別冊ふろくにて発表された。単行本は同社の講談社コミックスなかよしより刊行。主人公の少女とその飼い犬との関係を、主人公側ではなく犬の視点から描いた作品。

## 書誌情報
- たかなし♥しずえ 『ぼくの鈴ちゃん』 講談社〈講談社コミックスなかよし〉、1977年5月4日第1刷発行、ISBN 4-06-108272-8
  - 表題作のほか、読み切り作品「ひろちゃんのやってきた日」が同時収録されている。